# Icones Plantarum Rariorum
Icones Plantarum Rariorum (abreviado Icon. Pl. Rar.) es un libro con ilustraciones y descripciones botánicas que fue escrito por Nikolaus Joseph von Jacquin y publicado en  tres volúmenes en los años 1781 a 1793.